# Eithinoa Corona
Eithinoa Corona is een corona op de planeet Venus. Eithinoa Corona werd in 1991 genoemd naar Eithinoa, Irokese godin van de aarde.
De corona heeft een diameter van 500 kilometer en bevindt zich in het quadrangle Lada Terra (V-56). De corona maakt samen met Sarpanitum Corona en Quetzalpetlatl Corona deel uit van de "Derceto-Quetzalpetlatl extensionele gordel" in de noordoostelijke regio van Lada Terra, die ongeveer 2000 kilometer lang is en op sommige plaatsen meer dan 300 kilometer breed.